# Argiope argentata
Argiope argentata is een spinnensoort uit de familie van de wielwebspinnen. De soort komt voor in de zuidelijke Verenigde Staten en zuidelijker tot in Argentinië.
Het achterlijf heeft zilveren, bruine en oranje tekeningen. De onderzijde heeft een gele, zwarte en oranje tekening. De poten zijn met oranje, zwart en zilver gebandeerd. Het vrouwtje kan een lengte bereiken van 35 mm. Het mannetjes wordt 20 mm. Ze leven vooral op stekelige peren. De beet van de spin kan jeuk veroorzaken; daarna is de pijn weg. Bij kinderen, ouderen en lichamelijk zwakke mensen kan de beet meer gevolgen hebben.